# Давид Габаїдзе
Давид Габаїдзе (груз. დავით გაბაიძე; нар. 10 серпня 1980 року в смт Хуло Хулойського району Аджарської АРСР Грузинської РСР) — державний і політичний діяч Грузії, голова Верховної Ради Аджарської Автономної Республіки з 28 листопада 2016 року.

## Біографія
Народився 10 серпня 1980 року в селищі міського типу Хуло Хулойського району Аджарської АРСР.

### Освіта
У 2002 році закінчив юридичний факультет Батумського державного університету Шота Руставелі. Є докторантом юридичного факультету Тбіліського державного університету імені Ів. Джавахішвілі. У 2004 і 2005 роках склав кваліфікаційні іспити загальної спеціалізації адвокатів і суддів. У 2013 році склав кваліфікаційний іспит за спеціальністю "цивільне та адміністративне право".

### Кар'єр
З 2002 року по теперішній час займається педагогічною діяльністю.
З 2002 по 2004 рік був членом Районного зібрання (Сакребуло). З 2005 року по теперішній час член-засновник «Асоціації адвокатів Грузії». У 2005-2012 роках займався адвокатською діяльністю. З 2005 по 2006 рік обіймав посаду начальник відділу «Приморського парку м. Батумі». У 2006 році приступив до роботи в Міністерстві економіки і фінансів Аджарської Автономної Республіки.
З 2011 по 2012 рік працював координатором юридичної клініки Батумського державного університету Шота Руставелі, в 2011-2012 роках був арбітром «постійного арбітражу м. Батумі». У 2012 році був медіатором медіацентру торгово-промислової палати Аджарської Автономної Республіки. З 2013 по 2014 рік обіймав посаду заступника начальника юридичного департаменту при апараті уряду Аджарської Автономної Республіки.
З 2014 по 2016 рік працював начальником департаменту юридичного та управління людських ресурсів при апараті уряду Аджарської Автономної Республіки.
З 2015 року по теперішній час є регіональним експертом Асамблеї європейських регіонів, з 2016 року — член Державної комісії з Конституції.
28 листопада 2016 року обраний Головою Верховної Ради Аджарської Автономної Республіки.